# Matija Muhar
Matija Muhar (né le 22 juillet 1996 à Jesenice) est un athlète slovène, spécialiste du lancer du javelot. 

## Biographie
Lors de la Coupe d'Europe hivernale des lancers 2015, il remporte le titre espoirs en battant le record national junior avec un lancer de 77,60 m à Leiria.
Il remporte la médaille d'or des Championnats d'Europe juniors à Eskilstuna en battant le record national junior en 79,20 m.

### Palmarès
| Date | Compétition                                       | Lieu         | Résultat | Performance |
| ---- | ------------------------------------------------- | ------------ | -------- | ----------- |
| 2013 | Championnats du monde jeunesse                    | Donetsk      | 1er      | 78,84 m     |
| 2014 | Championnats du monde juniors                     | Eugene       | 2e       | 72,97 m     |
| 2015 | Championnats d'Europe par équipes (Seconde Ligue) | Stara Zagora | 2e       | 76,97 m     |
| 2015 | Championnats d'Europe juniors                     | Eskilstuna   | 1er      | 79,20 m     |

### Records
| Épreuve           | Performance | Lieu       | Date            |
| ----------------- | ----------- | ---------- | --------------- |
| Lancer du javelot | 79,20 m     | Eskilstuna | 18 juillet 2015 |